# Shunji Karube
Shunji Karube, född 8 maj 1969 i Yokohama, är en japansk före detta friidrottare som tävlade i häcklöpning.
Karube tävlade på 400 meter häck och var som bäst tre gånger i semifinal vid ett världsmästerskap (1991, 1993 och 1997). Han vann 1994 guld vid Asiatiska spelen. 
Han tävlade på 400 meter vid inomhus-VM 1997 där han blev bronsmedaljör.

## Personliga rekord
- 400 meter - 45,76 från 1997
- 400 meter häck - 48,34 från 1997